# PDP-6
Il PDP-6 (Programmed Data Processor-6) fu un modello di computer sviluppato dalla Digital Equipment Corporation (DEC) nel 1963 facente parte della serie PDP. È ricordato, soprattutto, come prototipo ed antesignano del successivo PDP-10; il set di istruzioni delle due macchine è praticamente identico.

## Storia
In tutto il mondo sono stati venduti solo 23 PDP-6, in assoluto il più basso livello di vendita per un prodotto della DEC; il management, però, considerava queste vendite di rilevante importanza qualitative perché effettuate presso istituti leader nella tecnologia come le università. Questo diede a DEC un certo numero di vantaggi, fra cui una grande presa in quel mercato, l'accesso ad informazioni sugli orientamenti delle future tecnologie da parte di un gruppo di utenti avanzati e tecnicamente competenti, e persino una fonte di giovani e intelligenti impiegati pronti ad essere assunti.
Il PDP-6 usava parole lunghe 36 bit e aveva una capacità massima di memoria di 256000 word, anche se la maggior parte dei sistemi furono installati con solo circa 32000 word (sarebbero 160 Kbytes). Includeva semplici meccanismi per supportare il time-sharing, incluso un paio di modi operativi ("Executive", Esecutivo, e "User", Utente, il secondo limitava l'accesso all'input/output e altro) e un insieme di registri che permettevano allo spazio di indirizzamento dell'utente di essere limitato ad una frazione della memoria principale.